# Verdes
Verdes is een plaats en voormalige gemeente in het Franse departement Loir-et-Cher in de regio Centre-Val de Loire en telt 388 inwoners (1999). De plaats maakt deel uit van het arrondissement Blois.

## Geschiedenis
Verdes maakte tot 22 maart 2015 deel uit van het kanton Ouzouer-le-Marché en was een van de 10 gemeenten die werd opgenomen in het op die dag gevormde kanton La Beauce. Met zes daarvan, La Colombe, Membrolles, Ouzouer-le-Marché, Prénouvellon, Semerville en Tripleville, fuseerde de gemeente op 1 januari 2016 tot de commune nouvelle Beauce la Romaine.

## Geografie
De oppervlakte van Verdes bedraagt 28,9 km², de bevolkingsdichtheid is 13,4 inwoners per km².
De onderstaande kaart toont de ligging van Verdes met de belangrijkste infrastructuur en aangrenzende gemeenten.

## Demografie
Onderstaande figuur toont het verloop van het inwonertal (bron: INSEE-tellingen).